# Daniil Kulintsev
Daniil Kulintsev (* 21. Juli 2002 in Narva) ist ein finnisch-estnischer Eishockeyspieler, der seit 2023 für den EC Bregenzerwald in der Alps Hockey League spielt.

## Karriere
Daniil Kulintsev begann seine Karriere als Eishockeyspieler in Finnland in der Nachwuchsabteilung von Tappara aus Tampere. Als 15-Jähriger wechselte er nach Lappeenranta in die Juniorenabteilung von Saimaan Pallo. Nachdem er vier Jahre bei dem Klub aus Südkarelien verbracht hatte, wechselte er 2021 zu JYP Jyväskylä. Auch für den Verein aus der mittelfinnischen Universitätsstadt war er in den Nachwuchsmannschaften aktiv. Er kam aber auf Leihbasis auch zu zwei Einsätzen im Herrenteam des KeuPa HT in der zweitklassigen Mestis. 2023 verließ er Finnland und schloss sich dem EC Bregenzerwald aus der Alps Hockey League an.

### International
Für Estland nahm Kulintsev im Juniorenbereich an der U18-Weltmeisterschaft 2019 in der Division II sowie den U20-Weltmeisterschaften 2020 und 2022, als er als bester estnischer Spieler des Turniers ausgezeichnet wurde, jeweils in der Division I teil.
In der Herren-Nationalmannschaft wurde Kulintsev erstmals bei der Weltmeisterschaft 2022 in der Division I eingesetzt, in der er auch 2023 spielte. Zudem nahm er mit Estland 2021 und 2022 am Baltic Challenge Cup teil.